# Wiesenfeld (Eichsfeld)
Wiesenfeld település Németországban, azon belül Türingiában. Lakosainak száma 231 fő (2023. december 31.).

## Népesség
A település népességének változása:
| Lakosok száma | 223  | 223  | 225  | 228  | 231  |
|               | 2017 | 2019 | 2021 | 2022 | 2023 |